# Cucullia simplex
Cucullia simplex là một loài bướm đêm trong họ Noctuidae.